# دستور جيبوتي
حرر دستور جمهورية جيبوتي يوم ال 10 من شباط 1981م، واعتمد الدستور الحالي لجمهورية جيبوتي في 15 سبتمبر 1992، ينصّ على نظام شبه رئاسي حيث تناط السلطة التنفيذية بالحكومة وتتقاسم مع البرلمان السلطة التشريعية.

## الملكية الفكرية
لا يتضمن دستور جمهورية جيبوتي أحكاما تتعلق بحماية حقوق الملكية الفكرية، إلا أن المادة 12 من الباب الثاني بشأن «حقوق الإنسان وواجباته» تكفل حماية حق الملكية الخاصة.

## الحياة السياسية
جيبوتي هي جمهورية نصف رئاسية ذات سلطة تنفيذية تتمثل في الحكومة وقوة تشريعية في البرلمان.

### نظام الحكم

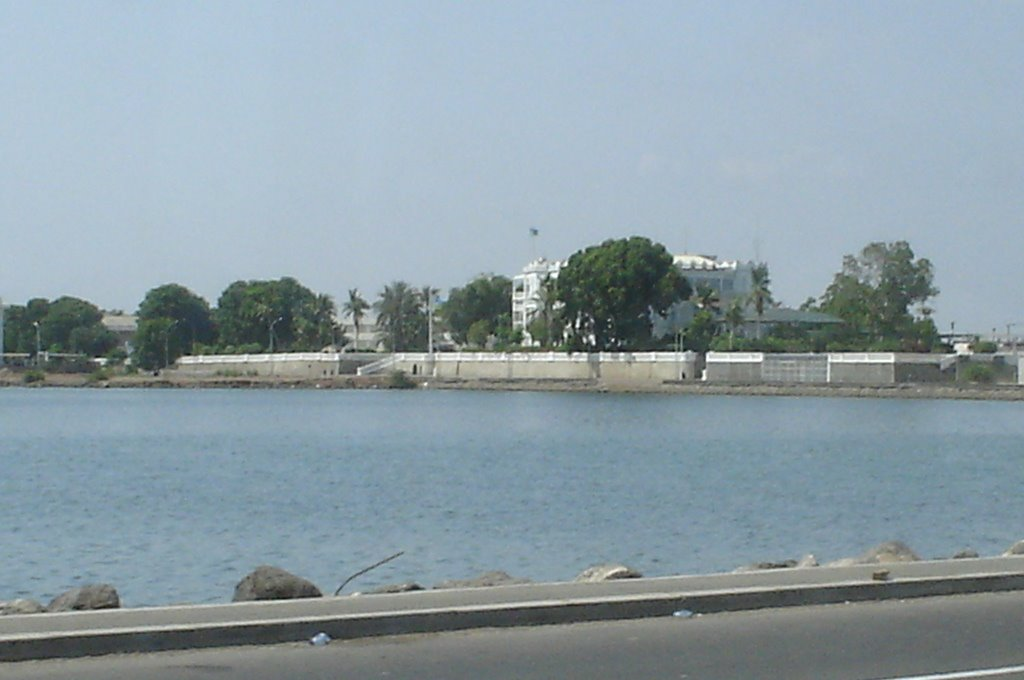
قصر الرئاسة بالعاصمة جيبوتي

تتكون السلطة التنفيذية في جيبوتي من رئيس الدولة الذي يتم انتخابه في استفتاء شعبي مباشر وذلك لفترة رئاسية تبلغ ست سنوات، ويقوم رئيس الجمهورية بتعيين رئيس الوزراء، كما تضم السلطة التنفيذية مجلس الوزراء.
أما السلطة التشريعية فتضم مجلس واحد هو مجلس النواب ويتكون من 65 عضو وفترة عضويتهم خمس سنوات.
والسلطة القضائية تتمثل في المحكمة العليا والتي تعد أعلى سلطة قضائية في البلاد.
ويوجد بها عدد من الأحزاب السياسية منها التجمع الشعبي من أجل التقدم، حزب التجديد الديموقراطي، الحزب الوطني الديموقراطي، كما يوجد عدد من جماعات الضغط السياسي.

## وصلات خارجية
- Mohamed، Aden (2002). Ourrou-Djibouti. باريس: L’Harmattan. ص. 266. ISBN:9782747520683. {{استشهاد بكتاب}}: تحقق من التاريخ في: |سنة= (مساعدة) والوسيط غير المعروف |sous-titre= تم تجاهله (مساعدة)